# Kropîvnîkî, Șațk
Kropîvnîkî (în ucraineană Кропивники) este un sat în comuna Prîpeat din raionul Șațk, regiunea Volînia, Ucraina.

## Demografie
Componența lingvistică a localității Kropîvnîkî
     Ucraineană (99,32%)
     Alte limbi (0,68%)
Conform recensământului din 2001, majoritatea populației localității Kropîvnîkî era vorbitoare de ucraineană (99,32%), existând în minoritate și vorbitori de alte limbi.